# 古箭蟲綱
古箭蟲綱（學名：Archisagittoidea）是动物界毛顎动物门之下已灭絕的一綱。是一类中寒武世大型无脊椎动物。它們的化石是在加拿大伯吉斯页岩和中国云南帽天山页岩段发現的。这一类化石蠕虫在毛顎动物门中的位置尚未达成共識。

## 分类
- 古箭虫綱 Archisagittoidea
  - 阿米斯克虫科 Amiskwiidae
    - 阿米斯克虫属 Amiskwia
      - 箭型阿米斯克虫 Amiskwia sagittiformis
      - 中华阿米斯克虫 Amiskwia sinica